# Blind Channel

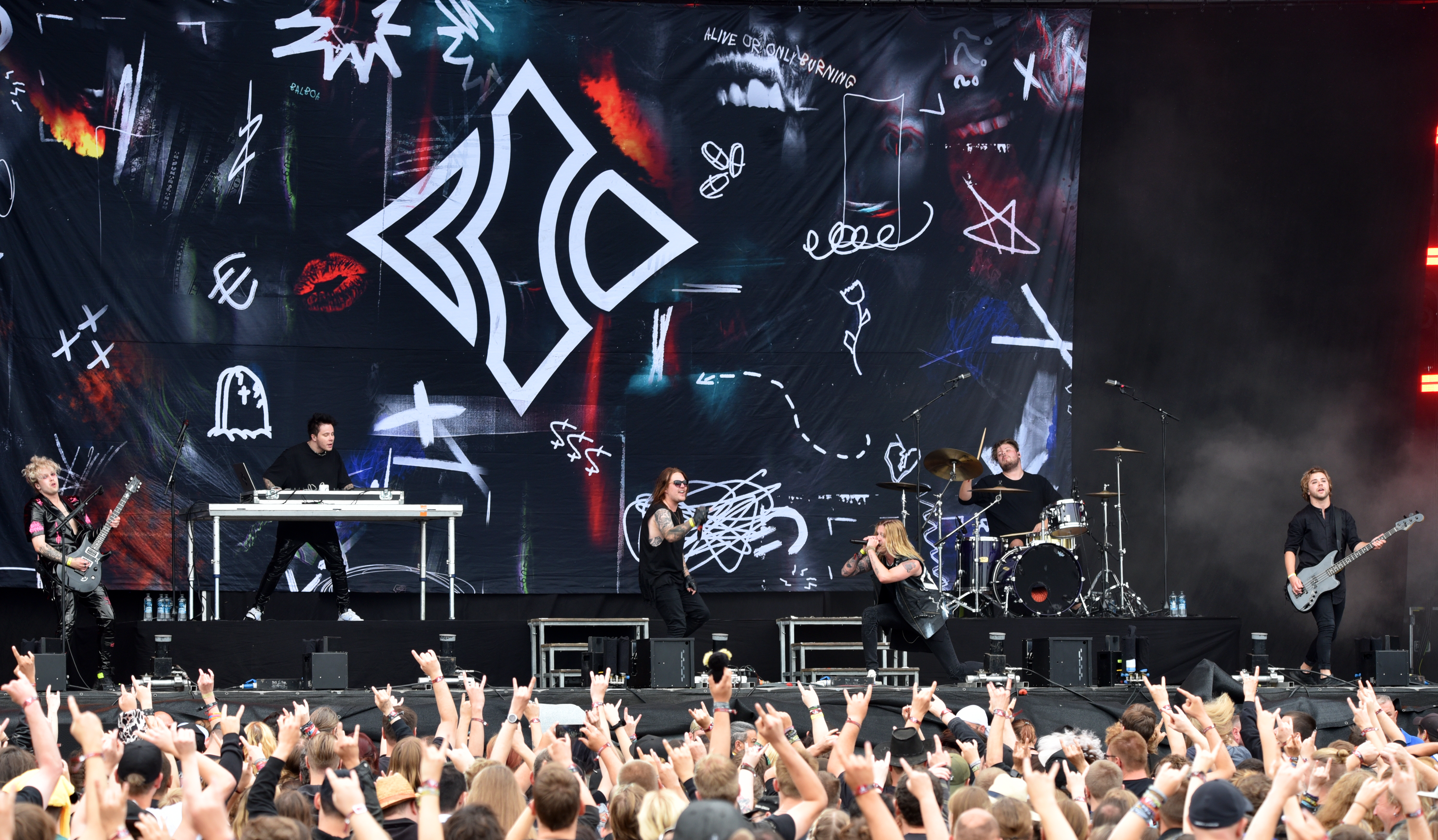
Blind Channel under ett liveframträdande.

Blind Channel är en finländsk rockgrupp från Uleåborg som deltog i Eurovision Song Contest 2021 med låten ”Dark Side”. De placerade sig på sjätte plats med 304 poäng.

## Diskografi

### Studioalbum
- 2016 – Revolutions
- 2018 – Blood Brothers
- 2020 – Violent Pop
- 2022 – Lifestyles of the Sick & Dangerous

### Singlar
- ”Naysayers” (2014)
- ”Calling Out” (2014)
- ”Unforgiving” (2015)
- ”Foreshadow” EP (2015)
- ”Don’t” (2015)
- ”Darker Than Black” (2016)
- ”Deja Fu” (2016)
- ”Enemy For Me” (2016)
- ”Can’t Hold Us” (2017)
- ”Alone Against All” (2017)
- ”Sharks Love Blood” (2017)
- ”Wolfpack” (2018)
- ”Out of Town” (2018)
- ”Over My Dead Body” (2018)
- ”Timebomb (feat. Alex Mattson)” (2019)
- ”Snake (feat. GG6)” (2019)
- ”Died Enough For You” (2019)
- ”Fever” (2020)
- ”Gun” (2020)
- ”Left Outside Alone” (2020)
- ”Dark Side” (2021)
- ”Balboa” (2021)
- ”We Are No Saints” (2021)
- "Bad Idea" (2022)
- ”Don’t Fix Me” (2022)